# 4 часа Сильверстоуна
4 часа Сильверстоуна (раньше 6 часов Сильверстоуна) — гонка на выносливость, проводящаяся на одноимённом автодроме в Великобритании.

## Общая информация
6-часовой автомарафон в Сильверстоуне организован накануне сезона-1976, как этап чемпионата мира для марок. Британский этап присутствовал в календаре данного первенства с момента его основания в 1953 году, но периодически выпадал из календаря; до Сильверстоуна гонку в различных форматах принимали трассы в Дандроде, Гудвуде, Оултон-парке и Брэндс-Хэтче.
Дебютный этап собрал достаточно малое, по меркам того сезона, стартовое поле: многие сильные команды предпочли не приезжать в Великобританию. В итоге за победу боролись экипажи BMW и Porsche, где на финише большая удача сопутствовала баварскому экипажу двух британцев — Джона Фицпатрика и Тома Уокиншоу. В дальнейшем этап стал более популярным: никто из заводских экипажей уже не позволял себя игнорировать сильверстоунскую гонку.
В 1980-м году, в связи с пересмотром регламента чемпионата мира, гонку впервые выиграл не автомобиль класса GT, а спортпрототип. Также та гонка была интересна тем, что британец Ален де Кадне стал первым конструктором, выигравшим этот марафон за рулём автомобиля собственной конструкции, а также как владелец команды.
В 1982-м году в Сильверстоуне дебютировали прототипы Группы С, а через год экипаж Йохена Масса и Жаки Икса приносит подобной технике первую победу в абсолютном зачёте.
В 1989-м году BRDC, в рамках ротации британских трасс в календаре чемпионата мира, на год лишила Сильверстоун права принимать этап серии.
В 1990-м году, в рамках общего сокращения длительности дистанций гонок чемпионата мира, сократилась длительность и сильверстоунской гонки: Мартину Брандлу и Алену Ферту для победы пришлось преодолеть лишь 480 км, против тысячи ещё пару лет назад. В 1991-92 годах длительность гонки незначительно варьировалась, а в 1993 году, после закрытия Чемпионата мира среди спортпрототипов, была временно закрыта и сильверстоунская гонка.
В 2000-м году гонка была восстановлена, как часть одного из первенств ле-мановских спортпрототипов: в 2000-м году этап вошёл в календарь ALMS, а четыре года спустя — LMES. В этом же году гонка возродилась в своём привычном 1000-километровом формате.
В 2006-м году BRDC, в рамках ротации британских трасс в календаре чемпионата мира, на год лишила Сильверстоун права принимать этап серии.
В 2010-м году гонка переехала но новую конфигурацию трассы — на круг «Арена».
В 2012-м году этап вошёл в календарь возрождённого чемпионата мира по автогонкам на выносливость.

## Победители
| Сезон                       | Экипаж                                            | Команда                     | Машина                  |
| 6 часов                     | 6 часов                                           | 6 часов                     | 6 часов                 |
| --------------------------- | ------------------------------------------------- | --------------------------- | ----------------------- |
| 1976                        | Джон Фицпатрик Том Уокиншоу                       | Hermetite BMW               | BMW 3.5 CSL             |
| 1977                        | Йохен Масс Жаки Икс                               | Martini Racing              | Porsche 935/77          |
| 1978                        | Йохен Масс Жаки Икс                               | Martini Racing              | Porsche 935/78          |
| 1979                        | Джон Фицпатрик Ханс Хайер Боб Уоллек              | Gelo Sportswear Team        | Porsche 935/77A         |
| 1980                        | Ален де Кадне Дезире Уилсон                       | De Cadenet                  | De Cadenet Lola-Ford    |
| 1981                        | Харальд Грос Вальтер Рёрль Дитер Шорнштейн        | Vegla Racing Team           | Porsche 935J            |
| 1982                        | Риккардо Патрезе Микеле Альборето                 | Martini Racing              | Lancia LC1              |
| 1000 километров             |                                                   |                             |                         |
| 1983                        | Дерек Белл Штефан Беллоф                          | Rothmans Porsche            | Porsche 956             |
| 1984                        | Йохен Масс Жаки Икс                               | Rothmans Porsche            | Porsche 956             |
| 1985                        | Йохен Масс Жаки Икс                               | Rothmans Porsche            | Porsche 962C            |
| 1986                        | Дерек Уорик Эдди Чивер                            | Silk Cut Jaguar             | Jaguar XJR-6            |
| 1987                        | Рауль Бойзель Эдди Чивер                          | Silk Cut Jaguar             | Jaguar XJR-8            |
| 1988                        | Мартин Брандл Эдди Чивер                          | Silk Cut Jaguar             | Jaguar XJR-9            |
| 480 километров              |                                                   |                             |                         |
| 1990                        | Мартин Брандл Ален Ферт                           | Silk Cut Jaguar             | Jaguar XJR-11           |
| 430 километров              |                                                   |                             |                         |
| 1991                        | Дерек Уорик Тео Фаби                              | Silk Cut Jaguar             | Jaguar XJR-14           |
| 500 километров              |                                                   |                             |                         |
| 1992                        | Дерек Уорик Янник Дальмас                         | Peugeot Talbot Sport        | Peugeot 905 Evo 1B      |
| 2000                        | Юрки Ярвилехто Йорг Мюллер                        | BMW Motorsport              | BMW V12 LMR             |
| 1000 километров             |                                                   |                             |                         |
| 2004                        | Алан Макниш Пьер Каффер                           | Audi Sport UK Team Veloqx   | Audi R8                 |
| 6 часов или 1000 километров |                                                   |                             |                         |
| 2005                        | Алан Макниш Стефан Ортелли                        | Audi PlayStation Team Oreca | Audi R8                 |
| 1000 километров             |                                                   |                             |                         |
| 2007                        | Марк Жене Николя Минасян                          | Team Peugeot Total          | Peugeot 908 HDi FAP     |
| 2008                        | Алан Макниш Ринальдо Капелло                      | Audi Sport Team Joest       | Audi R10 TDI            |
| 2009                        | Оливье Панис Николя Лапьер                        | Team Oreca Matmut AIM       | Oreca 01-AIM            |
| 2010                        | Энтони Дэвидсон Николя Минасян                    | Team Peugeot Total          | Peugeot 908 HDi FAP     |
| 6 часов                     |                                                   |                             |                         |
| 2011                        | Себастьен Бурде Симон Пажно                       | Peugeot Sport Total         | Peugeot 908             |
| 2012                        | Андре Лоттерер Бенуа Трелуйе Марсель Фесслер      | Audi Sport Team Joest       | Audi R18 e-tron quattro |
| 2013                        | Алан Макниш Том Кристенсен Лоик Дюваль            | Audi Sport Team Joest       | Audi R18 e-tron quattro |
| 2014                        | Энтони Дэвидсон Николя Лапьер Себастьен Буэми     | Toyota Racing               | Toyota TS040 Hybrid     |
| 2015                        | Андре Лоттерер Бенуа Трелуйе Марсель Фесслер      | Audi Sport Team Joest       | Audi R18 e-tron quattro |
| 2016                        | Марк Либ Нил Яни Ромен Дюма                       | Porsche Team                | Porsche 919 Hybrid      |
| 2017                        | Энтони Дэвидсон Кадзуки Накадзима Себастьен Буэми | Toyota Gazoo Racing         | Toyota TS050 Hybrid     |
| 2018                        | Матиас Беш Тома Лоран Густаво Менесес             | Rebellion Racing            | Rebellion R13-Gibson    |
| 4 часа                      |                                                   |                             |                         |
| 2019                        | Майк Конвей Камуи Кобаяси Хосе Мария Лопес        | Toyota Gazoo Racing         | Toyota TS050 Hybrid     |